# Сентрал (Аляска)
Сентрал (англ. Central) — переписна місцевість (CDP) в США, в окрузі Юкон-Коюкук штату Аляска. Населення — 66 осіб (2020).

## Географія
Сентрал розташований за координатами 65°30′27″ пн. ш. 144°37′41″ зх. д. / 65.50750° пн. ш. 144.62806° зх. д. (65.507604, -144.627945).  За даними Бюро перепису населення США в 2010 році переписна місцевість мала площу 645,91 км², з яких 642,11 км² — суходіл та 3,79 км² — водойми.

### Клімат
| Клімат : Сентрал        | Клімат : Сентрал | Клімат : Сентрал | Клімат : Сентрал | Клімат : Сентрал | Клімат : Сентрал | Клімат : Сентрал | Клімат : Сентрал | Клімат : Сентрал | Клімат : Сентрал | Клімат : Сентрал | Клімат : Сентрал | Клімат : Сентрал | Клімат : Сентрал |
| Показник                | Січ.             | Лют.             | Бер.             | Квіт.            | Трав.            | Черв.            | Лип.             | Серп.            | Вер.             | Жовт.            | Лист.            | Груд.            | Рік              |
| Абсолютний максимум, °C | 8,9              | 10,0             | 10,6             | 20,6             | 29,4             | 33,3             | 32,8             | 32,2             | 26,7             | 20,0             | 10,0             | 10,6             | 33,3             |
| Середній максимум, °C   | −23,7            | −17,8            | −9,5             | 3,6              | 14,4             | 21,4             | 22,4             | 19,0             | 11,6             | −2,6             | −14,7            | −20,7            | 0,3              |
| Середній мінімум, °C    | −33,3            | −30,1            | −25,8            | −11,8            | −0,1             | 6,7              | 8,4              | 5,1              | −1,6             | −11,9            | −24,3            | −30,6            | −12,4            |
| Абсолютний мінімум, °C  | −54,4            | −52,2            | −45,6            | −33,3            | −22,8            | −6,7             | −7,8             | −10,6            | −18,9            | −38,9            | −48,3            | −51,7            | −54,4            |
| Норма опадів, мм        | 10               | 8                | 7                | 8                | 14               | 44               | 57               | 46               | 26               | 23               | 14               | 13               | 269              |
| Днів з опадами          | 7                | 7                | 6                | 4                | 6                | 11               | 14               | 12               | 9                | 11               | 9                | 8                | 104,0            |
| ----------------------- | ---------------- | ---------------- | ---------------- | ---------------- | ---------------- | ---------------- | ---------------- | ---------------- | ---------------- | ---------------- | ---------------- | ---------------- | ---------------- |
| Джерело:                |                  |                  |                  |                  |                  |                  |                  |                  |                  |                  |                  |                  |                  |

## Демографія
Згідно з переписом 2010 року, у переписній місцевості мешкало 96 осіб у 53 домогосподарствах у складі 26 родин. Густота населення становила 0 осіб/км².  Було 172 помешкання (0/км²).
Расовий склад населення:
| - 92,7 % — білих - 4,2 % — корінних американців |

До двох чи більше рас належало 3,1 %. Частка іспаномовних становила 1,0 % від усіх жителів.
За віковим діапазоном населення розподілялося таким чином: 15,6 % — особи молодші 18 років, 64,6 % — особи у віці 18—64 років, 19,8 % — особи у віці 65 років та старші. Медіана віку мешканця становила 52,4 року. На 100 осіб жіночої статі у переписній місцевості припадало 113,3 чоловіків;  на 100 жінок у віці від 18 років та старших — 125,0 чоловіків також старших 18 років.
За межею бідності перебувало 5,2 % осіб, у тому числі 0,0 % дітей у віці до 18 років та 0,0 % осіб у віці 65 років та старших.
Цивільне працевлаштоване населення становило 13 осіб. Основні галузі зайнятості: транспорт — 46,2 %, науковці, спеціалісти, менеджери — 30,8 %, мистецтво, розваги та відпочинок — 23,1 %.